# 거성
거성(巨星, 영어: giant star)은 동일한 표면 온도의 주계열성 보다 반지름 및 광도가 상당히 큰 별이다. 이들은 헤르츠스프룽-러셀 도표에서 주계열의 위쪽에 위치해 있으며 광도분류 II형 및 III형에 해당한다. 거성(giant)과 왜성(dwarf)이라는 용어는 동일한 온도 또는 분광형임에도 불구하고 상당한 광도 차이를 보이는 별들을 구분하기 위한 것으로, 1905년 아이나르 헤르츠스프룽이 만든 것이다.
거성은 반지름이 태양의 수백 배 이상이며 광도는 10 배에서 수천 배 사이이다. 거성보다 훨씬 더 밝은 별은 초거성 및 극대거성으로 표현된다.
뜨겁고 밝은 주계열성은 거성으로도 부를 수 있겠지만 주계열성이라면 아무리 크고 밝더라도 왜성으로 부르는 것이 타당하다.

## 형성

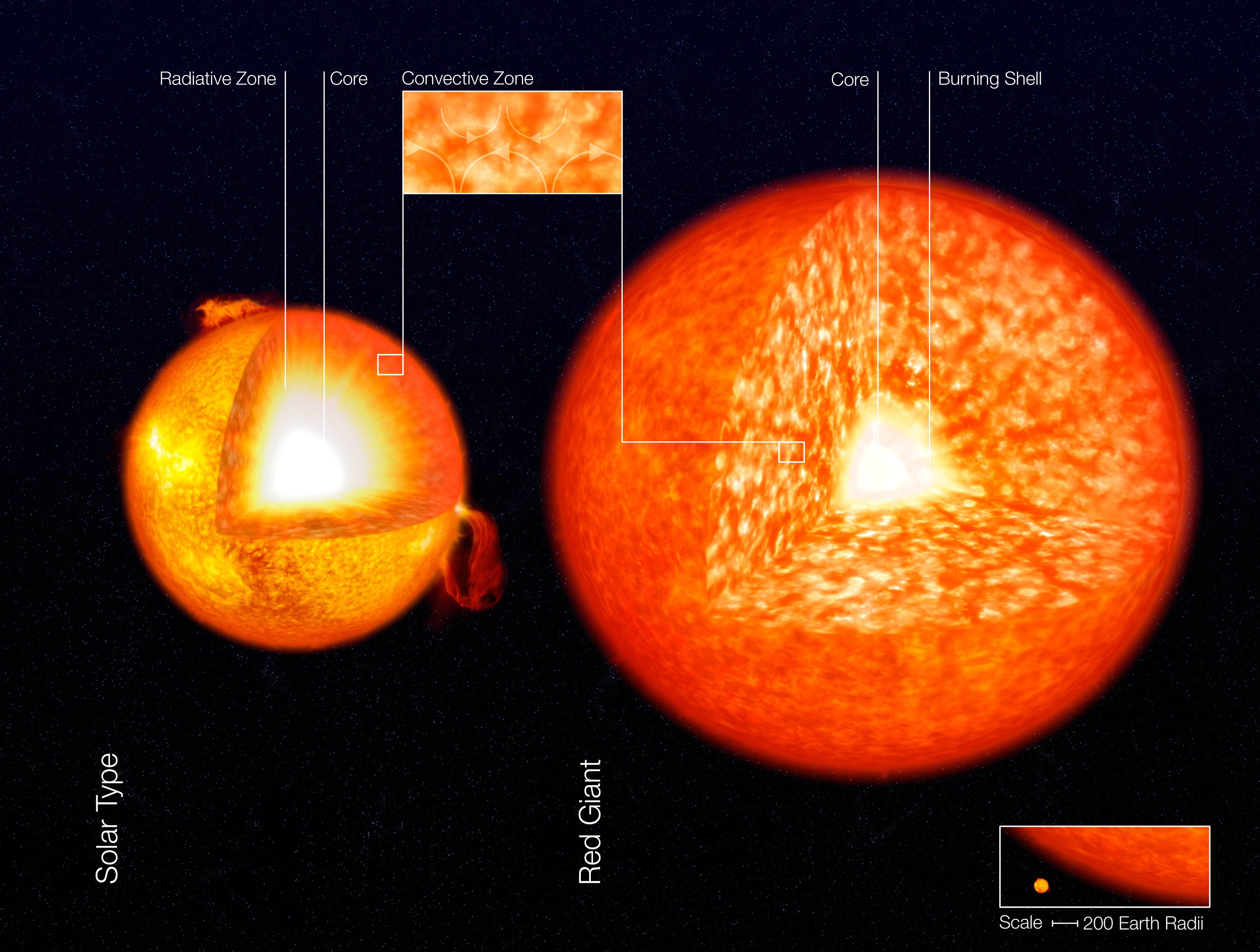
태양과 같은 별과 적색거성의 내부 구조. ESO 사진.

별은 중심핵에서 융합 가능한 수소가 모두 소진되고 난 후, 그 결과로서 주계열을 떠나면서 거성이 된다. 후주계열성으로의 이동은 별의 질량에 크게 좌우된다.

### 중간 질량의 가진 별
약 0.25 태양질량(M☉) 이상의 별에 대해서, 중심핵에서 수소가 소진되고 나면 중심핵 근처의 껍질에서 수소의 융합을 시작하기 위해 수축하면서 가열된다. 별의 바깥 부분은 껍질이 팽창하면서 냉각되지만, 광도는 작은 폭으로 증가하여 별은 준거성이 된다. 가동되지 않는 헬륨핵은 껍질에서부터 헬륨을 흡수하면서 계속 성장하고 가열한다. 그러나 약 10~12 M☉까지의 별에서는 헬륨을 연소하기에 충분히 뜨겁지 않게 된다.(큰 질량의 별은 초거성으로 따로 진화한다) 그 대신에 단 수백만 년 후에 핵은 쇤베르크-찬드라세카르 한계에 이르러 빠르게 붕괴하고, 축퇴된다. 이는 바깥층을 더욱 팽창시키고 강력한 대류층을 만들어낸다. 여기서 만들어진 대류층은 소위 첫번째 준설(first dredge-up)이라 불리는, 중원소를 표면까지 끌어올리는 역할을 한다. 또한 대류층은 표면으로의 에너지 수송을 증가시켜 극단적으로 광도를 증가시키고, 별을 전체 수명의 상당한 부분 동안(태양과 같은 별에 대해서 약 10%) 껍질에서 안정되게 수소를 연소하는 적색거성가지로 이동시킨다. 핵은 계속 질량을 끌어모아 수축하여 온도를 증가시키는 반면, 바깥층은 어느정도 질량을 잃는다.
만약 주계열일 때 별의 질량이 약 0.4 M☉ 미만이었다면, 별의 중심온도는 절대 헬륨을 융합하기에 충분한 온도에 이를 수 없다. 그러므로 별은 수소가 고갈되어 헬륨 백색왜성으로 되기까지 수소를 융합하는 적색거성으로 남아있게 될 것이다. 이는 그정도로 질량이 작은 별들이 그 단계로 진화하는데 충분히 긴 시간이 흐르지 않아 존재할 수 없기 때문에 전부 이론적이다.
약 0.4 M☉ 이상의 별에서, 핵의 온도는 결과적으로 108 K에 이르며 헬륨이 삼중알파과정을 통해 탄소와 산소로 융합되기 시작한다. 핵이 축퇴되었기 때문에, 헬륨융합은 폭발적으로 시작하지만 대부분의 에너지는 축퇴에서 끌어올려 핵을 대류하는데 쓰인다. 헬륨융합에 의해 만들어진 에너지는 핵의 에너지 생성률을 감소시키는 주변의 수소융합껍질에서의 압력을 감소시킨다. 별의 전체적인 광도가 감소하면, 외피층이 다시 수축하고, 별은 적색거성가지에서 수평가지로 이동한다. 거의 태양질량 정도의 별은 핵에서 헬륨을 연소하는 동안 수백만 년 정도 적색덩어리에 남아 있는다. 그에 비해 큰 질량의 별은 수평가지를 따라 청색쪽으로 진화하여 황색 또는 청색거성이 된다.
핵의 헬륨이 고갈될 때, 약 8 M☉까지의 별은 축퇴되어 주변 껍질에서 헬륨 연소를 시작하는 탄소-산소 핵을 가진다. 헬륨핵의 빠른 붕괴와 마찬가지로, 이 핵은 바깥층으로 대류를 시작하여 두번째 준설(second dredge-up)을 촉발하고, 크기와 광도의 극단적인 증가를 일으킨다. 이는 점근거성가지(AGB)이다. 적색거성가지와 비슷하지만 더 밝고, 수소연소껍질이 에너지에 대부분을 기여한다. 별은 약 100만 년 정도만 AGB에 자리잡는다. 연료가 고갈될 때까지 점점 불안정해지면서 행성상성운 단계에 진입하여 탄소-산소 백색왜성이 된다.

### 큰 질량의 별
질량이 약 12 M☉ 이상인 주계열성은 매우 밝기 때문에 주계열을 떠날 때 HR 도표에서 수평을 가로지르며 이동한다. 그런 결과 잠깐동안 청색거성이 되고 이내 더 팽창하여 청색초거성이 된다. 이들은 핵이 축퇴상태가 되기 전에 핵의 헬륨을 연소하기 시작하고 큰 폭의 광도 증가 없이 적색초거성으로 매끄럽게 진화한다. 이 단계에서 별들은 질량이 더 크긴 해도 밝은 AGB 별의 광도와 비슷하다. 그러나 더 무거운 원소를 연소하고 최종적으로 초신성이 됨으로써 광도는 더 증가한다. 8~12 M☉ 범위에 있는 별은 어느정도 두 유형의 중간적인 특성을 지녀 초AGB 별(super-AGB)이라고 불린다. 이들은 크게 RGB, HB, AGB 단계를 거치는 밝은 별의 경로를 따른다. 그러나 핵의 탄소, 심지어 네온까지도 어느정도 연소하기에 충분히 무겁다. 이런 별들은 후에 산소-마그네슘-네온 핵을 형성하여 전자포획 초신성으로 붕괴하거나 또는 산소-네온 백색왜성을 남길 것이다.

### 작은 질량의 별
초기 질량이 대략 0.25 M☉보다 작은 별은 거성이 되지 않는다. 이런 수명이 긴 별들은 대류로 완전히 혼합된 내부를 가지고 있다. 그래서 우주의 현재 나이보다 훨씬 긴 1012 년을 넘는 시간 동안 수소를 계속해서 융합할 수 있다. 이들은 그 시간 동안 점점 더 뜨거워지고 밝아지게 된다. 결과적으로 내부에 수소의 양이 상당히 줄어든 복사핵, 그 주변을 둘러싸는 수소연소껍질이 발달한다. 0.16 M☉을 넘는 별은 이 시점에서 팽창하지만, 매우 크게 팽창하지는 않는다. 그 후 얼마 되지 않아 별의 수소 공급은 완전히 멈추고 별은 헬륨 백색왜성이 된다. 다시 말하지만, 이러한 별들을 관측하기에 우주는 매우 어리다.

## 하위분류
거성에는 큰 폭의 하위분류가 있었다. 몇 가지 세분은 보통 더 세밀한 유형의 별을 확인하는데 이용된다.

### 준거성
준거성은 거성으로부터 완전히 분리된 분광 광도분류(IV)이지만, 거성과 많은 특징을 공유한다. 일부 준거성은 그냥 화학적 변동 또는 나이로 인해 매우 밝은 주계열성이긴 하지만, 다른 것들은 진짜 거성으로 향하는 별개의 진화경로이다.
예:
- 쌍둥이자리 감마(γ Gem), A형 준거성
- 목동자리 에타(η Boo), G형 준거성

### 밝은 거성
크기와 밝기를 통해 일반적인 거성(III)과 간단히 구별되는 광도분류로는 밝은 거성(II)이 있다. 이들은 일반적인 거성과 초거성 사이인 절대등급 약 -3 등급에 해당하는 광도를 가지고 있다.
예:
- 오리온자리 델타(δ Ori), O형 밝은 거성, 민타카의 구성 별
- 용골자리 알파(α Car), F형 밝은 거성, 카노푸스, 때때로 초거성으로 분류되기도 함

### 적색거성
거성 중 차가운 별(분광형 K, M, S, C형)은 적색거성으로 불린다. 적색거성은 일생에서 별개의 여러 진화 단계에 있는 별들을 포함한다. 주로 적색거성가지(RGB), 적색 수평가지(HB) 또는 적색덩어리, 점근거성가지(AGB)가 있다. AGB별은 보통 초거성으로 분류되기에 충분히 크고 밝으며, 때때로 후AGB 직전의 별과 같이 크고 차가운 별들도 그렇긴 해도 거성으로 분류된다. RGB별은 단연코 가장 흔한 유형의 거성이다. 이유는 이들이 중간 정도의 질량에, 상대적으로 길고 안정적인 수명 및 광도를 가지기 때문이다. 이들은 백색왜성이 실제로 더 많아도 훨씬 작은 광도로 인해 대부분의 HR 도표에서 주계열 이후에 매우 뚜렷한 군집을 이룬다.
예:
- 아르크투루스(α Boo), K형 거성
- 폴룩스(β Gem), K형 거성
- 머리털자리 감마(γ Com), K형 거성
- 미라(ο Ceti), M형 거성이자 미라형 변광성의 원형

### 황색거성
중간 정도의 표면온도를 가지는 별(분광형 G, F, 일부 A형)은 황색거성이라 불린다. 이들은 적색거성보다 훨씬 적다. 그 이유는 어느정도 큰 질량의 별들만이 황색거성이 되고, 일생 동안 이 단계에서 짧은 시간만을 보내기 때문이다. 그러나 이들은 중요한 유형의 변광성을 많이 포함한다. 밝은 황색거성은 일반적으로 불안정하여 HR 도표에서 대다수의 별이 맥동변광성인 불안정대에 위치한다. 불안정대의 범위는 주계열성에서 극대거성 광도까지 걸쳐있다. 거성 광도에서는 몇가지 유형의 변광성들이 있다.
- 거문고자리 RR형 변광성, 하루보다 짧은 변광주기를 가지며 1등급보다 작은 진폭을 가지는 A형(때때로 F형) 맥동 수평가지별
- 처녀자리 W형 변광성, 10~20일의 주기를 가지며 II형 세페이드 변광성으로도 불리는 매우 밝은 맥동변광성
- I형 세페이드 변광성, 훨씬 긴 주기를 가지며 더욱 밝고 대부분이 초거성인 변광성
- 방패자리 델타형 변광성, 희귀한 준거성 또는 주계열성

황색거성은 적색거성가지 방향으로 처음 이동하는 중간 질량의 별이거나, 더욱 진화한 수평가지별일 수도 있다. 처음 적색거성가지로의 진화는 매우 빠르지만, 별은 수평가지에서 그보다 훨씬 긴 시간을 보낸다. 중원소가 많고 질량이 작은 수평가지별일수록 더 불안정하다.
예:
- 팔분의자리 시그마(σ Oct), F형 거성이자 방패자리 델타형 변광성
- 마차부자리 알파 Aa(α Aur Aa), G형 거성, 카펠라를 이루는 별 중 하나

#### 행성
행성을 가지는 황색거성은 G형 거성으로는 머리털자리 11, 뱀자리 오메가, 고래자리 75, 고래자리 81, 큰곰자리 오미크론, 돌고래자리 18이 있다.

### 청색거성
가장 뜨거운 거성(분광형 O, B 때때로 일부 A형)은 청색거성이라고 불린다. 일부 A형과 만기형 B형 별은 백색거성이라고 표현되기도 한다. 청색거성은 주계열을 막 떠나는 질량과 광도가 큰 별에서 질량이 작은 수평가지별까지 매우 다양한 유형으로 이루어져 있다. 주계열을 지나는 큰 질량의 별은 청색거성이 되고, 그리고 청색 밝은 거성이 되며, 이후에 청색초거성이, 더 팽창하면 적색초거성이 된다. 매우 질량이 큰 별의 거성 단계는 아주 잠깐 동안이라 청색초거성과 구별할 수가 없다. 질량이 작은, 헬륨핵연소 별은 적색거성에서 수평가지를 따라 진화하여 다시 점근거성가지로 진입하는데, 질량과 금속함량에 따라 이들은 청색거성이 될 수 있기도 한다. 말기 열맥동을 겪는 일부 후AGB 별은 특이(peculiar) 청색거성이 되기도 하는 것으로 여겨진다.
예:
- 알키오네(η Tau), B형 거성, 플레이아데스에서 가장 밝은 별
- 투반(α Dra), A형 거성